# Aiyanna Stiverne
Aiyanna Brigitte Stiverne (Miami, 20 de febrero de 1995) es una deportista canadiense que compite en atletismo, especialista en las carreras de velocidad. Ganó una medalla de bronce en los Relevos Mundiales 2024, en la prueba de 4 × 400 m.

## Palmarés internacional
| Relevos Mundiales | Relevos Mundiales | Relevos Mundiales | Relevos Mundiales |
| Año               | Lugar             | Medalla           | Prueba            |
| ----------------- | ----------------- | ----------------- | ----------------- |
| 2024              | Nasáu (Bahamas)   | Medalla de bronce | 4 × 400 m         |